# Hospicio Cabañas

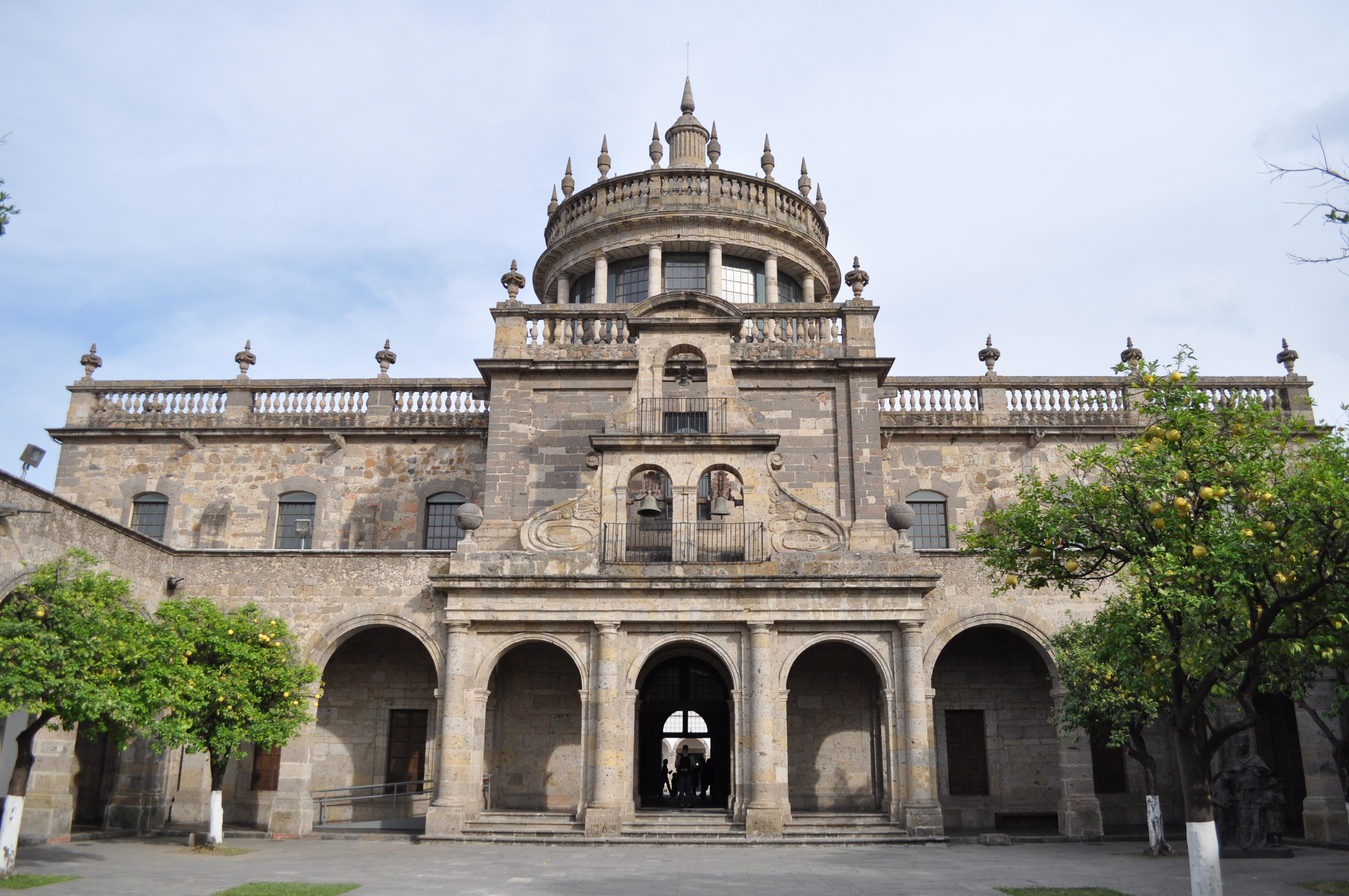
Fassade des Hospicio Cabañas

Das Hospicio Cabañas in der Stadt Guadalajara im Bundesstaat Jalisco in Mexiko wurde im Jahr 1997 in die Liste des UNESCO-Weltkulturerbes aufgenommen.

## Lage
Das Hospicio Cabañas befindet sich etwa 1 km östlich der Kathedrale von Guadalajara, d. h. etwas außerhalb der ehemaligen Stadtgrenze; heute ist der Bau jedoch von Häuserblocks und Straßen umgeben.

## Geschichte

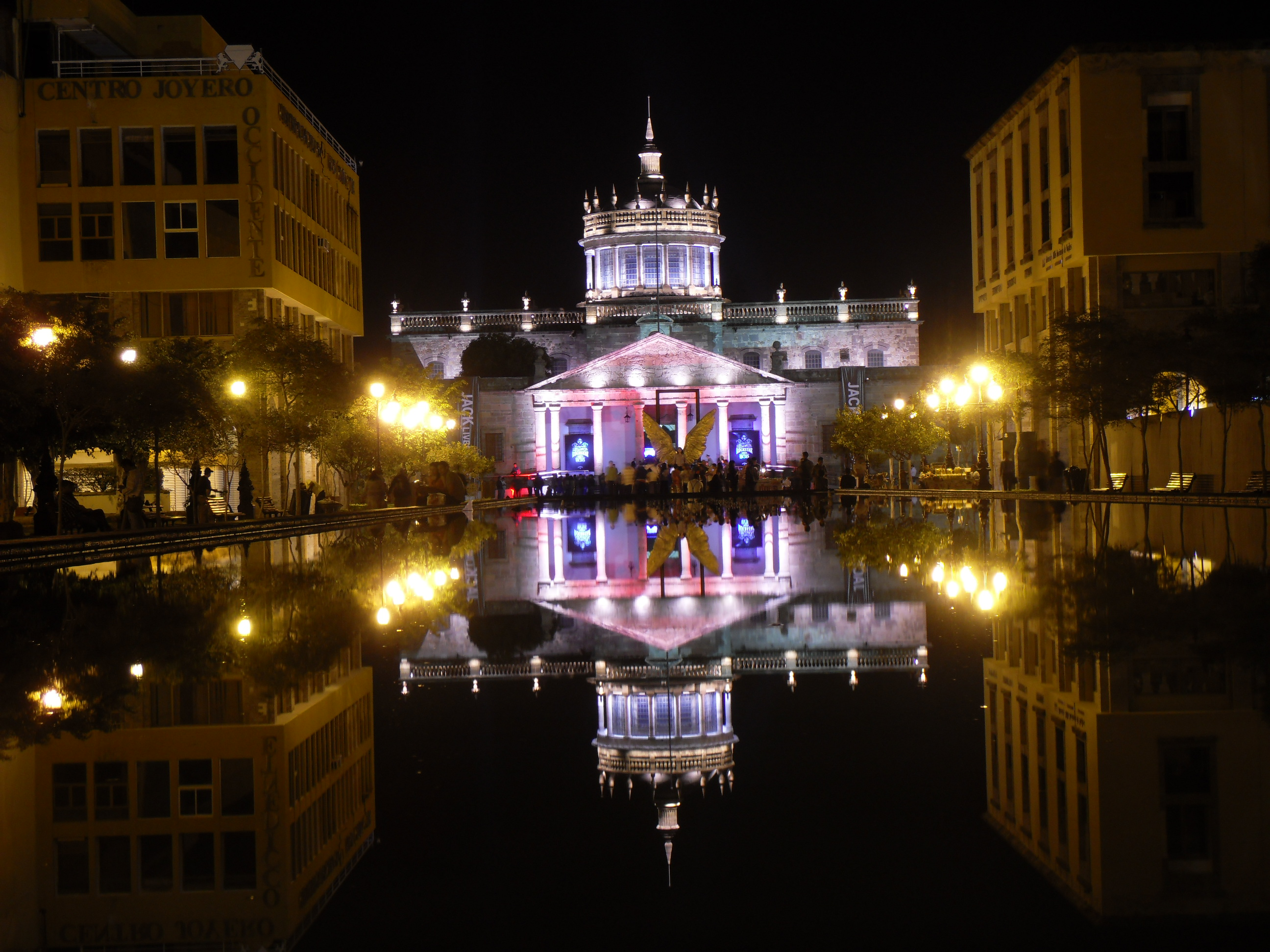
Hospicio Cabañas bei Nacht

Im Jahr 1796 kam der Bischof Juan Cruz Ruiz de Cabañas y Crespo (1752–1824) nach Guadalajara, der Hauptstadt der Provinz Nueva Galicia (deutsch: Neu-Galicien). Wenige Jahre später fasste er den Entschluss, für die Waisen, Alten, Kranken und Gebrechlichen der Stadt ein Hospiz zu erbauen. Im Jahr 1805 beauftragte er den Architekten Manuel Tolsá mit der Planung des Bauwerks; die Bauleitung lag jedoch in den Händen von dessen Schüler José Gutiérrez, der den flächenmäßig riesigen Bau binnen fünf Jahren fertigstellte. Dieser wurde zunächst La Casa de Caridad y Misericordia genannt, doch bereits kurz nach Beginn des mexikanischen Unabhängigkeitskriegs (1810–1821) als Kaserne genutzt. Erst im Jahr 1829 wurde der in Hospicio Cabañas umbenannte Bau – mit Unterbrechungen – seiner ursprünglichen Bestimmung zurückgegeben. 1874 wurden die Barmherzigen Schwestern (Hermanas de la Caridad), die den Betrieb jahrzehntelang geführt hatten, des Landes verwiesen und der Bau und seine Funktionen gingen in die Hände des Staates über. Bei Ausbruch der Mexikanischen Revolution (1910) wurde er erneut zu militärischen Zwecken zweckentfremdet und als Unterbringung von Kavallerieeinheiten genutzt. Im Jahr 1912 begann in den Räumen der Unterricht für Kinder aller Altersklassen, der bis zur Umfunktionierung des Bauwerks als Kunst- und Kulturzentrum im Jahre 1980 andauerte.

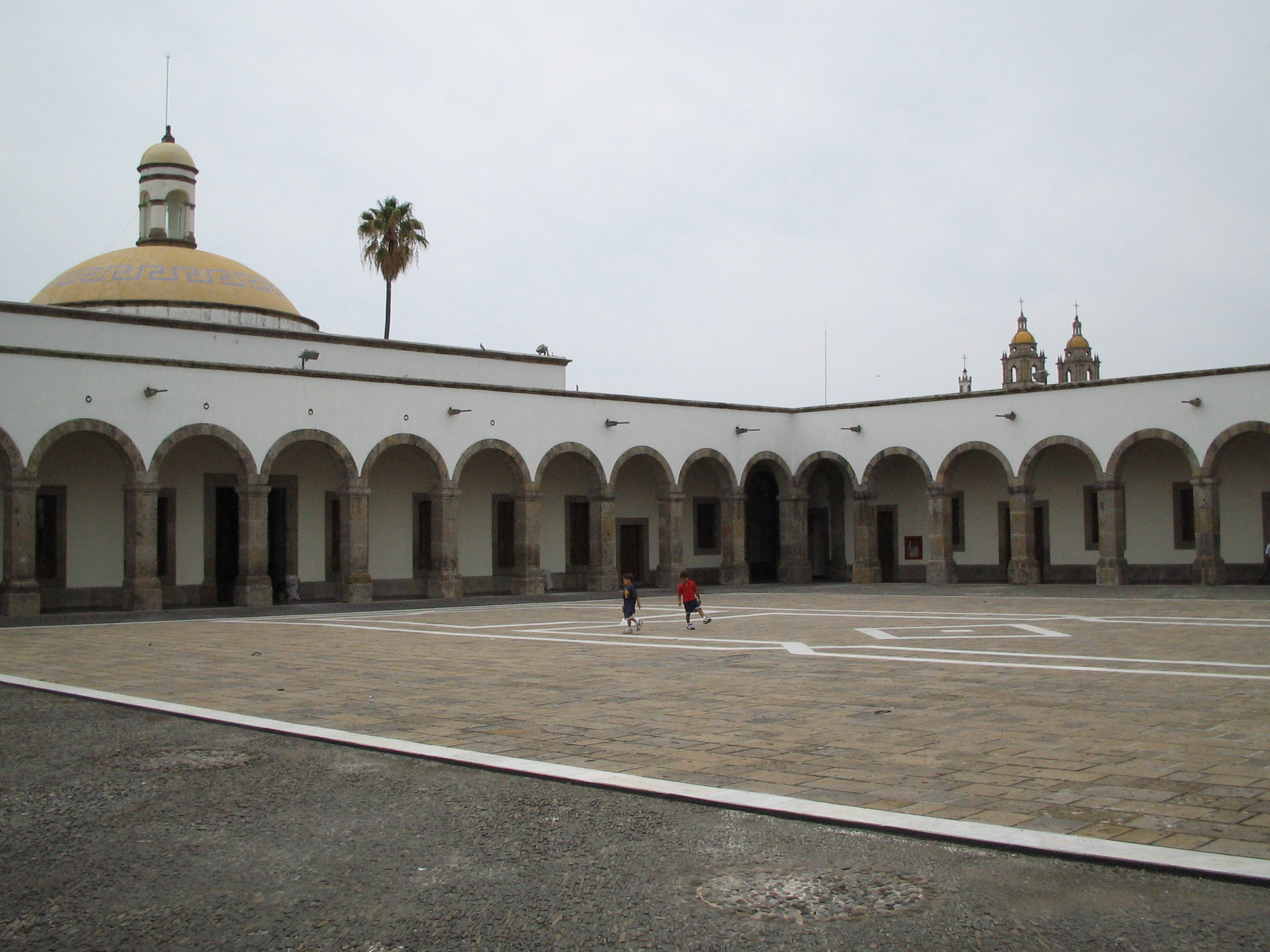
Innenhof und Kuppel des Refektoriums

## Architektur
Der riesige, aber architektonisch äußerst spartanisch wirkende Bau hat eine Grundfläche von 145 × 164 m und ist somit etwa dreimal so groß wie ein normales Fußballfeld. Der größtenteils aus nur wenig bearbeiteten Bruchsteinen errichtete Bau ist nur eingeschossig, was der ursprünglichen Konzeption eines Hospizes entsprach. Kurz hinter dem Eingang befindet sich eine quergelagerte, doppelgeschossige und kuppelbekrönte Kapelle, dahinter erstreckt sich die riesige Fläche eines arkadenumstandenen Hofes mit einem kuppelbedeckten Refektorium am hinteren Ende. Die insgesamt 126 nutzbaren Räume befinden sich – immer wieder von kleineren Innenhöfen unterbrochen (insgesamt sind es 23) – in den Außentrakten. Abgesehen von der Fassade mit ihrem von seitlichen Voluten begrenzten dreiteiligen Glockengiebel und der durch einen gänzlich durchlichteten Tambour erhöhten Kuppel findet sich im gesamten Bau kein einziges dekoratives Element.

## Freskenzyklus

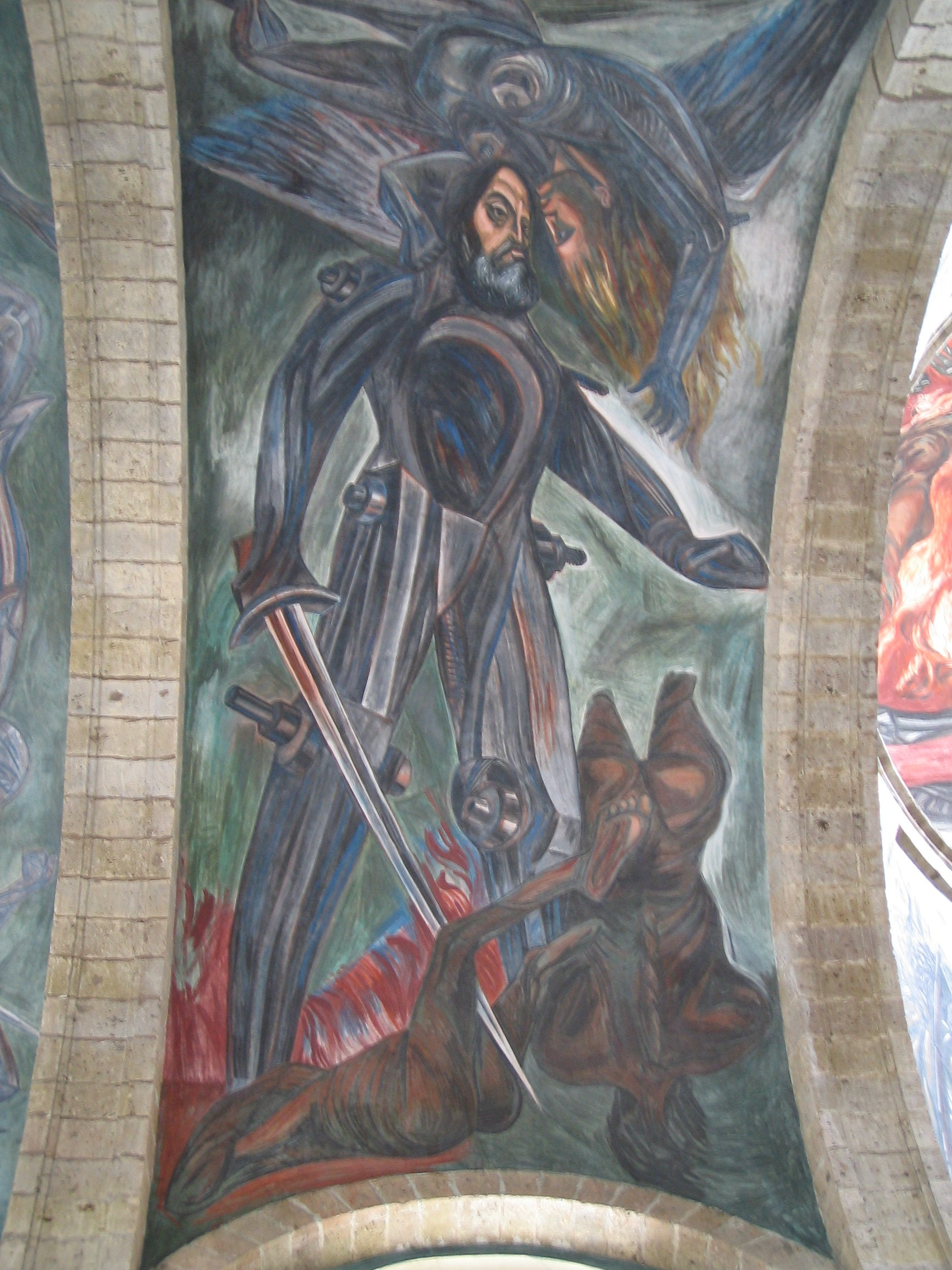
Hernán Cortés

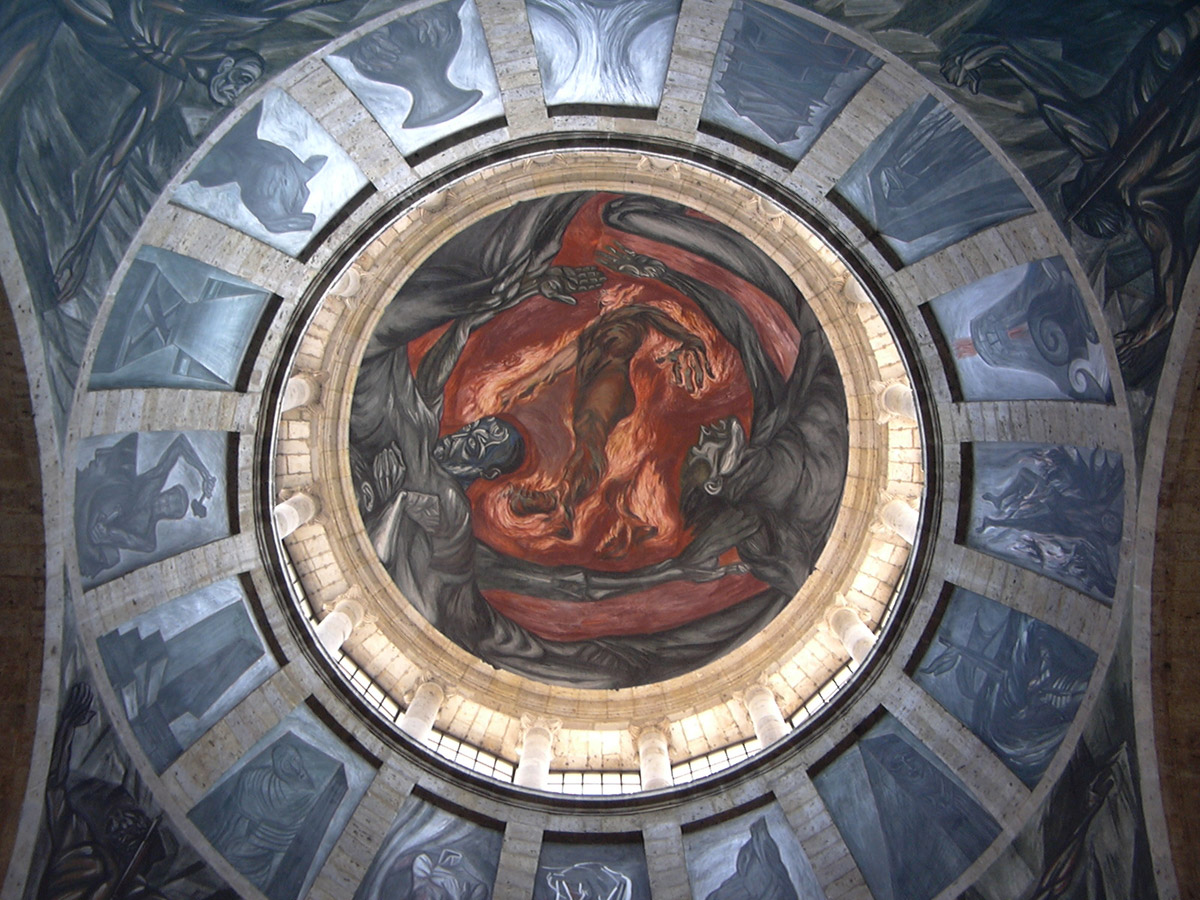
‚Mensch in Flammen‘ (Hombre en Llamas)

Im Jahr 1937 begann der aus Jalisco stammende Maler José Clemente Orozco mit der Ausmalung der Kapelle und schuf einen insgesamt 57 Einzelbilder umfassenden Freskenzyklus, der große Teile der Deckengewölbe und der Wände einnimmt und bereits im Jahr 1939 fertiggestellt war. Obwohl der Künstler selbst keine Erläuterungen zu seinem Werk hinterlassen hat, wird der Zyklus oft als Kritik an der Technisierung der Welt angesehen: Höhepunkt ist das Bild Hombre en Llamas (‚Mensch in Flammen‘) in der 32 m hohen Kuppel; ein anderes Bild zeigt den Konquistador Hernán Cortés zur Hälfte als Mensch und zur anderen Hälfte als ein Maschinenwesen aus Stahl (Cyborg). Mit seinem harten geradlinigen Malstil und seinem weitgehenden Verzicht auf hellleuchtende Farben passt sich der im Ganzen äußerst beeindruckende Zyklus der kargen Architektur des Bauwerks an.